# 1799 en arts plastiques
| Années des arts plastiques : 1796 - 1797 - 1798 - 1799 - 1800 - 1801 - 1802    |
| Décennies des arts plastiques : 1760 - 1770 - 1780 - 1790 - 1800 - 1810 - 1820 |

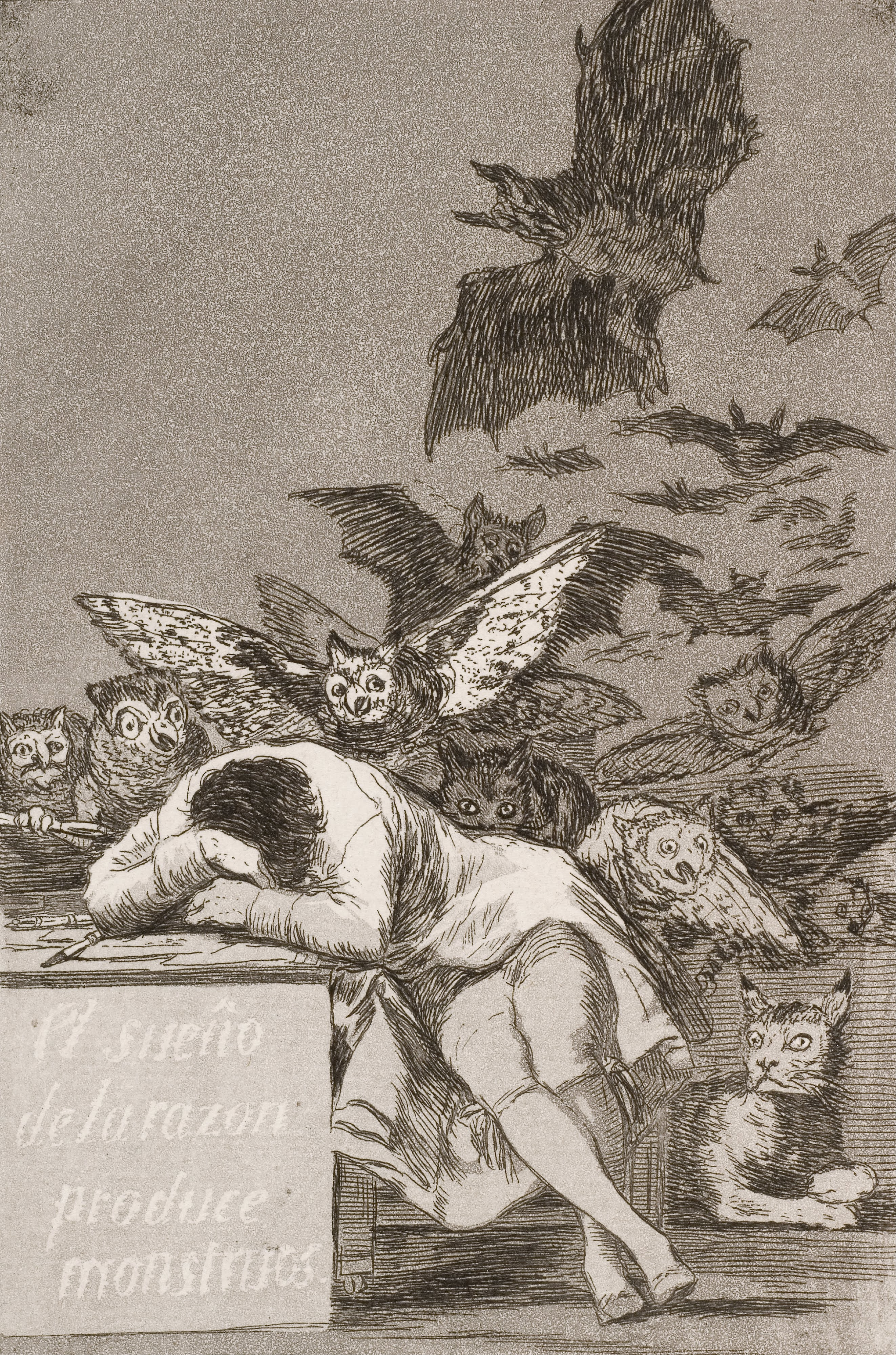
El sueño de la razon produce monstruos, no 43 des Caprices de Goya.

Cette page concerne l'année 1799 en arts plastiques.

## Événements
- 18 aout (1er fructidor an VII) : Ouverture du Salon de l'An VII qui voit l'exposition de 429 œuvres d'art.  Avec sa deuxième participation au Salon, Pierre-Narcisse Guérin accède à la notoriété avec l'exposition du Retour de Marcus Sextus dont le succès est lié à l'interprétation du tableau comme une allusion au retour des émigrés. La manifestation artistique est aussi marquée par le scandale du tableau Mademoiselle Lange en Danaé d'Anne-Louis Girodet portrait satirique de l'actrice Anne-Françoise-Élisabeth Lange en Danaé nue, peint par l'artiste dans un esprit de vengeance à la suite d'un incident avec l'actrice qui n'avait pas apprécié qu'un premier portrait d'elle la représentant nue Mademoiselle Lange en Vénus, soit exposé au Salon. Le scandale fut tel, qu'il brisa la carrière de l'actrice[1].
- 21 décembre (30 frimaire an VIII) : Jacques-Louis David organise l'exposition de son tableau les Sabines dans l'ancienne salle d'architecture du Louvre. La particularité de l'exposition est d'être payante, David ayant décidé de ne pas exposer au Salon.

## Œuvres
- Los Caprichos : série de 80 gravures de Goya (date de mise en vente, les Caprices ayant été réalisés quelques années plus tôt).
- La Tirana, huile sur toile de Francisco de Goya.
- Le Retour de Marcus Sextus, huile sur toile de Pierre-Narcisse Guérin (musée du Louvre).
- Les Sabines, huile sur toile de Jacques-Louis David (musée du Louvre).
- Les frères Jacob achèvent la réalisation de la chambre de Madame Récamier (musée du Louvre).
- La Braderie, huile sur toile de François Watteau, achevée en 1800.

## Naissances
- 15 janvier : Giuseppe Rapisardi, peintre italien († 8 avril 1853),
- 27 janvier : Henri de Caisne ou Decaisne, peintre belge († 17 octobre 1852),
- 26 février : Karl Beggrov, peintre, aquarelliste et lithographe russe d'origine allemande († 25 février 1875),
- 27 février : Frederick Catherwood, illustrateur britannique († 20 septembre 1854),
- 10 avril : Nicolas Point, prêtre jésuite, missionnaire et peintre français († 3 juillet 1868),
- 29 mai : Pierre Michel Adam, graveur français († 1853),
- 17 juin : Pierre Thuillier, peintre français († 19 novembre 1858),
- 30 octobre : Emil Bærentzen, peintre et graveur danois († 14 février 1868),
- 14 novembre : Antonio Boldini, peintre italien († 11 juillet 1872),
- 23 décembre :  Karl Brioullov, peintre russe († 23 juin 1852).

## Décès
- 14 janvier : Marie-Adélaïde Duvieux, peintre miniaturiste française (° 22 avril 1761)
- 14 février :  Luis Paret y Alcázar, peintre, dessinateur et graveur espagnol (° 11 février 1746),
- 8 mars : Ignaz Ablasser, peintre autrichien (° 9 décembre 1739),
- 10 juillet : Nagasawa Rosetsu, peintre japonais (° 1754),
- 30 novembre : Guillaume Voiriot, peintre français (° 1713),
- 8 décembre :  Giuseppe Cades, peintre, dessinateur, sculpteur et graveur italien (° 4 mars 1750).
- ? : Michel-Victor Acier, sculpteur et céramiste français (° 20 janvier 1736),
- ? : Gabriele Bella, peintre védutiste italien de l'école vénitienne (° vers 1730),
- ? : Peter Vandyke, peintre hollandais  (° 1729).